# Isla Abaroa
Isla Abaroa är en ö i Mexiko. Den ligger vid mynningen av lagunen Laguna San Ignacio och tillhör kommunen Mulegé (kommun) i delstaten Baja California Sur, i den västra delen av landet. Arean är 6,7 kvadratkilometer.